# 헬리오스 항공
헬리오스 항공(영어: Helios Airways)은 키프로스와 많은 유럽 및 아프리카 행선지 사이를 운항하는 저비용 항공사이다. 본사는 라르나카에 있는 라르나카 국제공항이 있으며, 허브공항도 라르나카 국제공항이었다.
키프로스 정부가 그 회사의 항공기를 억류하고 은행 계좌를 동결하여 2006년 11월 6일에 항공사는 중단했다.

## 역사
헬리오스 항공은 1998년 9월 23일 전 세계 보잉 737 습식 임대에서 특화된 키프로스 해상 항공 사업자인 TAE(Cyprus)의 소유주들에 의해 설립되었으며 키프로스 최초의 독립 민간 소유 항공사였다. 2000년 5월 15일, 런던 개트윅 공항으로 가는 첫 전세기를 운항했다. 당초 아테네, 런던, 맨체스터, 암스테르담, 에든버러, 프라하, 소피아, 본머스, 카이로, 파리, 더블린, 바르샤바 등 목적지에 전세 서비스와 예정된 서비스를 제공했다. 헬리오스 항공은 2004년에 Libra Holidays Group에 인수되었다.
2005년 8월 14일 헬리오스 항공 522편은 그리스 그람마티코 부근에서 산소 부족으로 승객과 승무원 121명이 모두 사망했다. 이 사고로 항공사 안전상의 문제가 많이 드러났고, 항공사 관계자 5명을 과실치사 혐의로 기소했다.
2006년 3월 14일 헬리오스 항공이 아제트로 재상장되고 예정된 운항에서 철수할 것이라는 발표가 있었다. 2006년 10월 30일, 소문에 응하여 아제는 다음 90일의 기간 동안 작전을 중단한다고 발표했다. 그것에 비추어 키프로스 정부는 밀린 세금을 즉시 납부할 것을 요구했다. 또한, 민간 공급자들은 회사에 제공되는 더 이상의 상품과 서비스에 대해 현금으로 지불할 것을 요구했다. 2006년 10월 31일, 그 항공사는 "즉시 운항을 중단한다"고 발표했다. 2006년 11월 11일, 키프로스 웹사이트는 키프로스 정부가 "아제트의 항공기를 불법 억류하고 회사의 은행 계좌를 동결했다"고 발표했는데, 이는 "아제트가 지방법원에 제출한 성공적인 상소에 대한 직접적인 위반으로 회사에 상당한 재정적 피해를 입혔다"는 내용이다. 그 결과, 아제트는 2006년 11월 6일을 기점으로 다른 항공사에 의해 모든 목적지로 운항될 예정이었던 모든 항공편이 더 이상 운항되지 않을 것이며, 따라서 승객들은 그들만의 준비를 해야 할 것이라고 발표했다.
2006년 11월 1일부터 모든 아제트 항공편이 운항이 중단되었고, 대부분의 일정이 전세 항공사 XL에어웨이스 UK에 의해 인수되었다. 소유주들에 따르면, 경영 중단 결정은 좋지 않은 재무 결과와 채권자들의 압력 때문이라고 한다.

## 보유 기종
헬리오스 항공은 파업하기 전까지 보유해왔었다.
- 보잉 737-800 - 3대

### 퇴역 기종
- 에어버스 A319-100 - 1대 (로터스 항공에 임대)
- 에어버스 A320-200 - 1대 (메나제트에 임대)
- 보잉 737-300 - 1대 (그리스에서 추락)
- 보잉 737-400 - 1대

## 사건 및 사고
- 2005년 8월 14일, 헬리오스 항공 522편, 라르나카에서 아테네를 거쳐 프라하로 향하던 보잉 737-300기가 그리스 그라마티코 부근에서 추락했다. 라르나카에서 이륙한 직후 승무원들은 기내 압력의 감소되었다. 오토파일럿은 아테네 상공에 대기 패턴으로 들어갔고 연료가 소진된 후 항공기가 하강하기 시작해 아테네 국제공항에서 북쪽으로 약 30km 떨어진 언덕 지형에 충돌했다. 이 사고로 승객과 승무원 121명이 모두 숨졌다.

## 같이 보기
- XL에어웨이스 UK